# Liste öffentlicher Bücherschränke in Deutschland
In der Liste öffentlicher Bücherschränke in Deutschland sind öffentliche Bücherschränke, Bücherboxen und Bücherzellen aller Bundesländer aufgeführt. Ein öffentlicher Bücherschrank ist ein Schrank oder schrankähnlicher Aufbewahrungsort mit Büchern, der dazu dient, Bücher kostenlos, anonym und ohne Formalitäten zum Tausch, zur Leihe oder zur Mitnahme anzubieten. 
In der Regel sind die öffentlichen Bücherschränke an allen Tagen im Jahr frei zugänglich. Ist dies nicht der Fall, ist dies in den Länderlisten in der Spalte Anmerkungen vermerkt. Die Teillisten erheben keinen Anspruch auf Vollständigkeit.
Derzeit sind in den Landeslisten 3816 öffentliche Bücherschränke in ganz Deutschland erfasst (Stand: 18. August 2025).
| Listen öffentlicher Bücherschränke nach Bundesland                | Anzahl |
| ----------------------------------------------------------------- | ------ |
| Liste öffentlicher Bücherschränke in Baden-Württemberg            | 628    |
| Liste öffentlicher Bücherschränke in Bayern                       | 411    |
| Liste öffentlicher Bücherschränke in Berlin                       | 89     |
| Liste öffentlicher Bücherschränke in Brandenburg                  | 115    |
| Liste öffentlicher Bücherschränke in der Freien Hansestadt Bremen | 22     |
| Liste öffentlicher Bücherschränke in Hamburg                      | 186    |
| Liste öffentlicher Bücherschränke in Hessen                       | 346    |
| Liste öffentlicher Bücherschränke in Mecklenburg-Vorpommern       | 71     |
| Liste öffentlicher Bücherschränke in Niedersachsen                | 501    |
| Liste öffentlicher Bücherschränke in Nordrhein-Westfalen          | 737    |
| Liste öffentlicher Bücherschränke in Rheinland-Pfalz              | 219    |
| Liste öffentlicher Bücherschränke im Saarland                     | 47     |
| Liste öffentlicher Bücherschränke in Sachsen                      | 141    |
| Liste öffentlicher Bücherschränke in Sachsen-Anhalt               | 96     |
| Liste öffentlicher Bücherschränke in Schleswig-Holstein           | 127    |
| Liste öffentlicher Bücherschränke in Thüringen                    | 80     |
| Gesamt                                                            | 3816   |